# Åma
Åma är en bergstopp i Antarktis. Den ligger i Östantarktis. Norge gör anspråk på området. Toppen på Åma är 2 502 meter över havet, eller 28 meter över den omgivande terrängen. Bredden vid basen är 0,13 km.
Terrängen runt Åma är kuperad åt sydost, men åt nordväst är den bergig. Trakten är obefolkad. Det finns inga samhällen i närheten. 